# Mass Spectrometry Reviews
Mass Spectrometry Reviews (abrégé en Mass Spectrom. Rev.) est une revue scientifique mensuelle à comité de lecture qui publie des articles de revue dans le domaine de la spectrométrie de masse.
D'après le Journal Citation Reports, le facteur d'impact de ce journal était de 10,623 en 2009. Actuellement, les directeurs de publication sont Dominic M. Desiderio (Université du Tennessee, États-Unis) et Carlito B. Lebrilla (Université de Californie à Davis, États-Unis).